# Cryptotendipes mongolijeus
Cryptotendipes mongolijeus är en tvåvingeart som beskrevs av Sasa och Suzuki 1997. Cryptotendipes mongolijeus ingår i släktet Cryptotendipes och familjen fjädermyggor. Inga underarter finns listade i Catalogue of Life.